# ایوان استوانوویچ (بازیکن هندبال)
ایوان استوانوویچ (انگلیسی: Ivan Stevanović؛ زادهٔ ۱۸ مهٔ ۱۹۸۲) بازیکن هندبال اهل کرواسی است.